# 卵子凍結保存

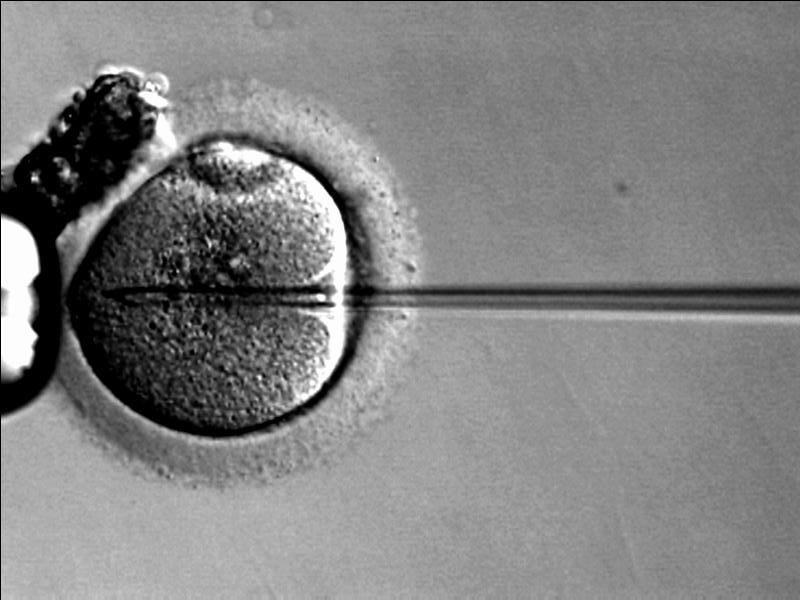
顕微授精で精子を卵子に注入している写真

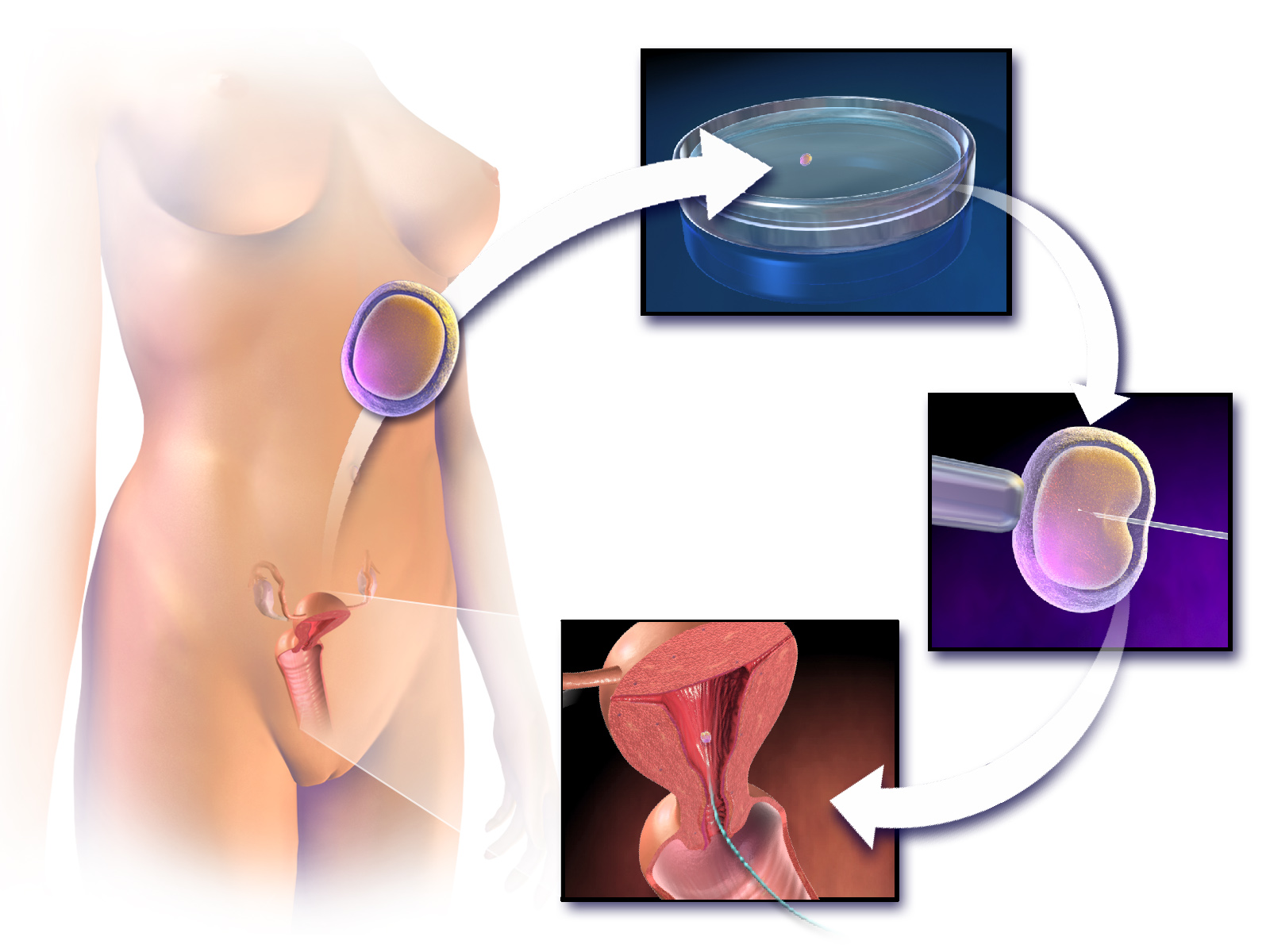
体外受精の図。凍結卵子は採卵し、体外受精させて子宮に戻す事となる

卵子凍結保存（らんしとうけつほぞん、英語: oocyte cryopreservation / egg freezing）とは、体外受精を行い子宮に戻す目的で、未受精卵を凍結保存する技術のこと。

## 概要
従来は、若年女性がん患者が化学療法や放射線療法を受ける前に卵子を体外に取り出すことによって、治療による生殖細胞への影響を回避する方法として試みられるものであったが、近年パートナーがいない女性が将来の妊娠に備えて自分の卵子を凍結保存する事例が増えている。採卵した卵子はマイナス196℃で凍結保存され、妊娠が可能・希望する時期に解凍・体外受精を行い、子宮に戻される。ただ、体外受精での出産率は30代から低下を始め、36歳ごろから加速し、36歳で16.8％、40歳で8.1％、42歳で5％、45歳だと1％以下と年齢によって低下していくため、卵子の凍結は年齢により低下する妊孕力を完全に保つものではない。卵子だけでなく、子宮や血管の老化も妊孕力に影響を与えるためである。実際、ニューヨーク・タイムズの報道では、2014年時点で入手できる中で最も包括的なデータでは、最新の瞬間冷凍プロセスを使った場合、新生児出生の失敗率は30歳女性で77%、40歳女性で91%であり、2011年の1年間で38歳以上の女性が冷凍卵子で出産した新生児は世界全体でも推定10人程度となっている。
2016年2月2日、日本国内で初とみられる健康女性が凍結保存していた卵子を体外受精し、女児を出産したケースが報告された。女性は44歳の看護師で独身時代の41歳の時にオーク住吉産婦人科（大阪市）で卵子を8個凍結し、その後42歳で結婚、保存していた卵子を同院で体外受精し妊娠、2015年5月に女児を出産した。
2020年1月、スコットランド・エジンバラで開催された学術集会でNewcastle Fertility Centreの研究者が過去15年間わたる「ヒト受精・発生学委員会」のデータを解析し、卵子凍結での妊娠成功率は18%と発表した。この報告を受けて英国不妊学会は「卵子凍結をしても『将来の出産が保証されるわけではない』ことを知っておくべき」と警告している。

## 医学界の反応
- 2004年10月、日本癌治療学会、日本産科婦人科学会、日本泌尿器科学会の3団体が「癌患者さんの妊娠できる能力を残すために卵子凍結は施行されるべきである」と発表[1]。
- 2013年11月15日、日本生殖医学会は神戸市で総会を開き、健康な未婚女性が将来の妊娠に備えて卵子を凍結保存しておくことを認めるガイドラインを正式決定した[14][15]。卵子の凍結はがんの治療などで機能が失われるのを避けるために保存するのが本来の目的だが、指針ではこうした医学的理由のほか、成人女性が加齢などで妊娠が難しくなる可能性を懸念する場合の卵子凍結も、年齢など一定のルールを設けることで無秩序に広がるのを防ぐ目的で認めた[14][15]。
  - 既婚、未婚を問わず、40歳以上での卵子の採取と、凍結卵子を使った45歳以上での妊娠を推奨しない
  - 卵子の凍結保存と妊娠・出産の先送りを推奨するものではない
  - 凍結した卵子は、本人が希望した場合や死亡した際には直ちに破棄し、妊娠可能年齢を過ぎた場合も通知した上で破棄できる

などがガイドラインで上がっている。
ただ、上述のガイドラインでも示している通り、社会的要因による卵子凍結は推奨されるものではなく、「リスクを最小にすることを考えるなら妊娠適齢期は20～34歳」であり、性教育については「こうした全ての正しい事実を教えることが必要」というものが医学的なスタンスである。
2015年2月8日、日本産科婦人科学会の倫理委員会は「健康な女性を対象とする卵子凍結保存は推奨しない」との見解を示している。
2016年2月2日、日本産科婦人科学会の苛原稔常務理事は、日本で初とみられる健康女性の凍結卵子を使用した出産事例に対し「凍結しても、本人の加齢による妊娠率の低下やリスクもある。医療機関としっかり話し合い、よく考えてほしい」とのコメントを出した。

## マスコミと世論
日本においては、NHKクローズアップ現代の「卵子老化の衝撃」をはじめとする報道が、2012年ごろより盛んにされるようになり、社会的にも卵子の老化、卵子凍結保存が認知されてきた。「AERA」2013年8月5日号(2013年7月29日発売)では就活、婚活、妊活に続く言葉として『卵活』という言葉が登場している。岡山大学の研究グループが2013年に行った調査では、社会的理由での卵子凍結保存に否定的な人は70％を超える結果となった。35歳～44歳でパートナーがいない女性の回答では肯定感を示した人が43.6%と高い数値となった。一方で癌治療などの医学的理由での卵子凍結保存に対しては肯定的な人の割合は全体の79.8%となり社会的理由と異なり大多数の人が肯定しているという結果となった。2013年11月に日本生殖学会がガイドラインを制定して以降、社会的な認知度は高まったが、以前より卵子凍結保存を行っていた有名医院では「危機感を覚えてやってくるのは結局40代以上の人が多い」、「結局凍結した卵子を使う人が少ない」、「年齢や保存の期限により廃棄しようとすると、トラブルが多い」という理由から中止する医院も増えている。
FacebookのCOOであるシェリル・サンドバーグはTED「何故女性のリーダーは少ないのか」のなかで、『女性は子どもを持つことを考えたその瞬間から、その子どものためにゆとりを確保することを考えはじめます。「その他のことと子どもを持つことを、どう両立すればいいの？」と。そしてその瞬間から、彼女たちは積極的に手を挙げて出世を望んだり、新しいプロジェクトに取りかかったり、「私にやらせて下さい」と言わなくなるのです』と述べ、Facebookは2014年1月より女性社員による卵子の冷凍保存に対して最大2万ドルまで資金援助する福利厚生策を導入している。
NHKのクローズアップ現代では2012年2月4日に「産みたいのに産めない　～卵子老化の衝撃～」、2016年10月26日に「“老化”を止めたい女性たち～広がる卵子凍結の衝撃～」と2度特集を組み精力的に報道を行っている。

### 海外セレブによる卵子凍結保存の実施
2020年8月時点で、パリス・ヒルトンが「サンデー・タイムズ」のインタビューで、レベル・ウィルソンがオーストラリアのトーク番組「Kyle and Jackie O Show」で、リタ・オラがオーストラリアのニュース番組「Sunrise Newsfeed」で卵子の凍結保存を行っていることを公表している。その他、オリヴィア・マン、コートニー・カーダシアンが卵子の凍結を公表している。

## 日本の状況
- 2015年2月5日、順天堂大浦安病院と浦安市が、加齢による不妊を避ける目的で健康な女性が自分の卵子を凍結保存する「プリンセス・バンク」構想を進め、浦安市は少子化対策の一環として市民を対象に凍結保存費用を助成することなどを計画していることが報道された[23][24]。構想では、将来の出産に備えたい20歳から35歳ぐらいまでの健康な女性の卵子を凍結保存する予定[25]。これに対し、上述の通り、日産婦は推奨しない方針を示している[17]。
- 2023年9月15日、東京都が東京都に住む18歳から39歳までの女性を対象に卵子凍結保存の助成を行うと発表[26]。同制度に対する応募者は東京都によると2023年10月6日の時点で2160人で、30代後半が多かった[27]。

## 世界の状況
- 凍結卵子を用いた世界初の出産例は1986年、オーストラリアのクリストファー・チャンにより報告された[28]。
- 中国系ニュースサイト「東北網」が2014年7月23日、韓国人の間で晩婚化に伴い、妊娠したくなった時に使えるよう、卵子を冷凍保存する独身女性が増えているとの報道をしている。
- アメリカでは、2012年のデータでニューヨーク大学病院の生殖医療センターで卵子を凍結した依頼者のうち約8割は医学的理由なしに凍結を希望する人々で、平均年齢は38歳であった[29]。
- 2014年1月、Facebookが女性社員による卵子の冷凍保存に対して最大2万ドルまで資金援助する福利厚生策を導入、Appleも2015年1月から導入[30][31][32]。
- 人事コンサル企業のマーサーが実施した調査では、アメリカでは優秀な女性人材を獲得するため卵子凍結保存の福利厚生を提供する大企業の数が、2015年の6％から2018年には約3倍の17％まで増加している[33]。

## 報道された出産事例
- 2014年12月6日、2001年高校2年生の時に悪性リンパ腫にかかり、治療に抗がん剤の投与が必要だった女性が、抗がん剤の投与で卵子がつくられなくなる可能性があるため卵子を凍結、2014年8月30歳の時に解凍した卵子を使って出産した事例が報道された[34][35][36]。卵子を10年以上凍結保存して出産したケースは日本国内では非常に珍しいとされる[34][35][36]。女性と交流があるNPO法人「全国骨髄バンク推進連絡協議会」の大谷貴子によると女性は「子どもが生まれてとても毎日が幸せです。血液疾患の患者さん全てが希望を持ち、治療に励んでほしい」と話しているという[36]。日本生殖医学会常任理事の石原理埼玉医科大学産婦人科学教授は、「がん治療をするために卵子を凍結保存する全ての患者がうまく出産に至るわけではなく、過剰な期待を抱くわけにはいかないが、救われた人がいたことはとても意義がある。（健康な女性の場合も含め）安全性の評価は定まっていない。卵子を採取しておけば出産できるという保証があるわけではない。」とコメントしている[36]。
- 2016年2月2日、日本国内で初とみられる健康女性が凍結保存していた卵子を体外受精し、女児を出産したケースが報告された[8][9][10][11][12]。
- 1992年10月14日から凍結保存されていた受精卵から、 2017年11月25日にアメリカ合衆国テネシー州で生まれた。CNNによると、受精卵の凍結期間としては世界最長だという。母親は受精卵が移植された時、25歳だった。したがって生物学上は母親と娘の年齢の差はわずか1歳となる[37]。
- 2019年8月、急性骨髄性白血病に罹患し、放射線治療をする前の20歳時に卵子凍結保存をした女性が、10年後の30歳時に凍結卵子を利用して出産した事例が報道された[38]。2019年時点で同様の症例は日本国内で10例ほどであることも同時に報道された[38]。